# Cornelis Schut
Pour les articles homonymes, voir Schut.
Cornelis Schut ou Cornelis Schut I, baptisé à Anvers le 13 mai 1597 où il meurt le 29 avril 1655 , est un peintre baroque flamand, créateur de dessin de tapisseries et graveur.  Présumé élève de Rubens, son style est caractérisé par un graphisme nerveux et expressif. Après la mort de Rubens, il fut un des artistes les plus prospères des Pays-Bas des Habsbourg.

## Biographie
Cornelis Schut est né à Anvers. Il est le fils de Willem Schut et de Suzanna Schernilla. En 1618 (ou 1619), Schut devient maître de la guilde de Saint-Luc (des peintres) d'Anvers. Il est l'élève de Wenceslas Cobergher et puis, présumément, de Pierre-Paul Rubens, même si aucun document ne le prouve.

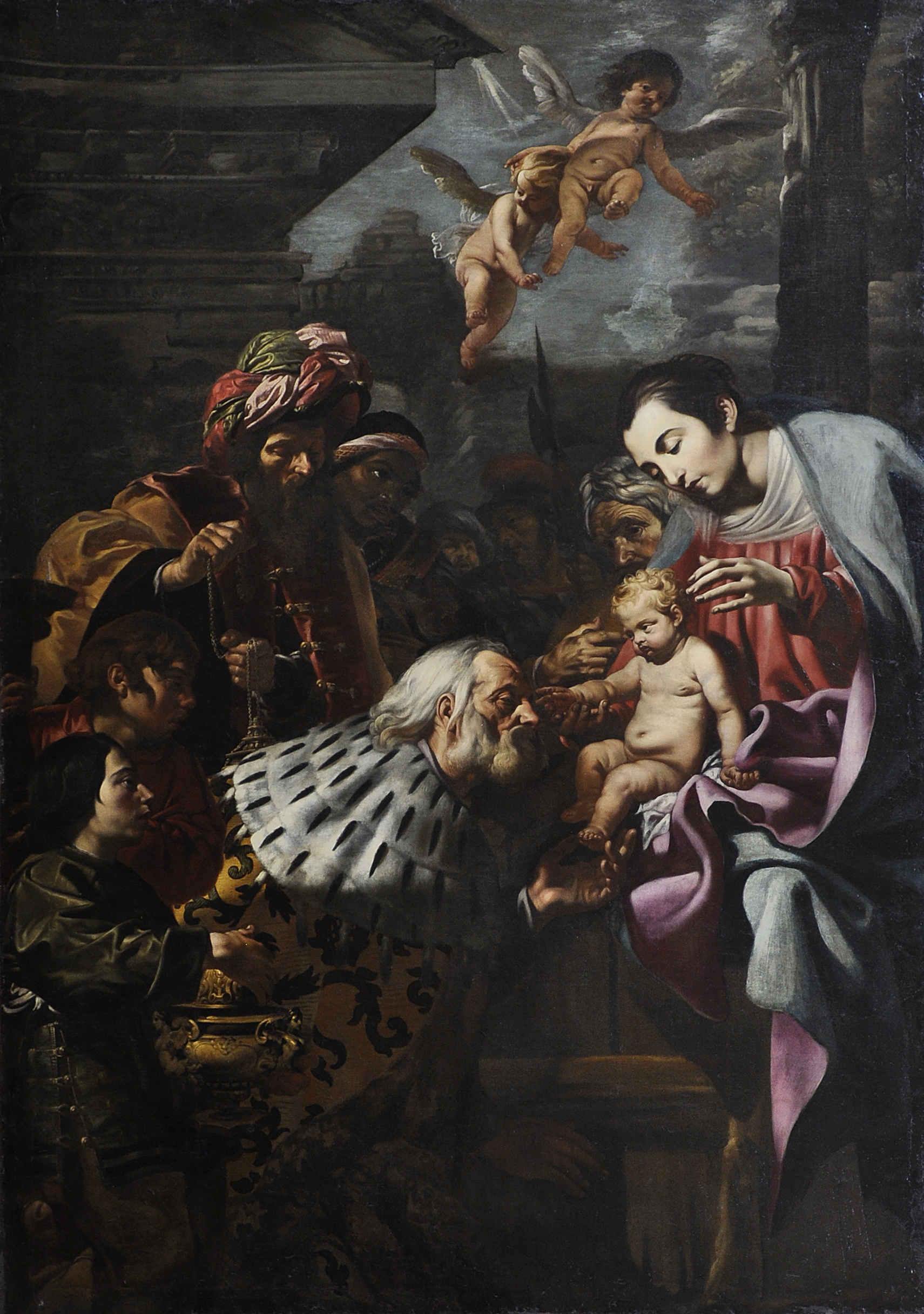
L'adoration des Mages

Comme tout artiste en herbe de cette époque, il fait un séjour en Italie.  Entre 1624 et 1626, il vit, avec plusieurs autres artistes nordiques, dans une maison près de la Via Margutta, un quartier où se rassemblent la plupart des artistes étrangers. Pendant son séjour à Rome, il est l'un des membres fondateurs des Bentvueghels, une association d'artistes principalement néerlandais et flamands qui travaillent à Rome.  Comme chaque membre, il doit adopter un surnom (bentnaam). Schut prend le surnom de 'Broodzak' (sac à pain).

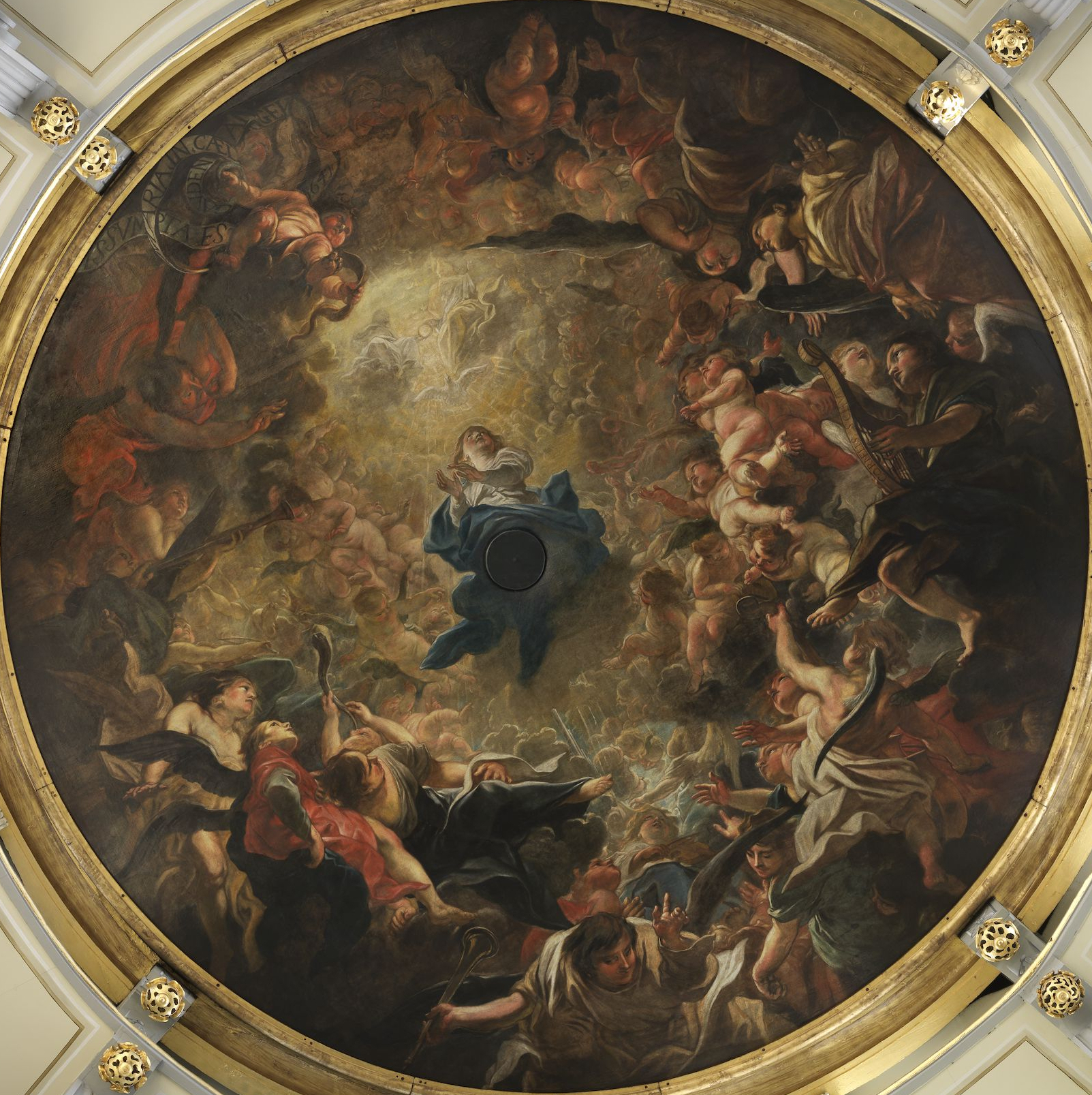
L'Assomption de la Vierge

À partir du 13 janvier 1627, il travaille sur les fresques de la villa 'Casino Pescatore' située à Frascati, non loin de Rome. La villa est la propriété de Giorgio Pescatori (alias Pieter de Vischere), un riche banquier et mécène italien d'origine flamande. Il collabore sur ce projet avec le peintre néerlandais et également membre du Bentvueghels Tyman Arentsz. Cracht. Cette commande contribue à lancer la carrière de Schut en Italie, car Pescatori est riche et influent et tient à aider ses compatriotes en Italie. Un autre mécène important à Rome est l'aristocrate italien, banquier et collectionneur d'art, Vincenzo Giustiniani, qui lui commande deux grandes compositions religieuses (aujourd'hui à l'abbaye de Sainte-Trinité, à Caen). Ce mécénat démontre clairement l'estime dont jouit Schut à Rome. Il attire également l'attention du jeune Poussin qui réside alors à Rome dans la résidence du sculpteur flamand François Duquesnoy. Les premières œuvres de Poussin empruntent certains motifs aux œuvres de Schut réalisées pour Vincenzo Giustiniani.

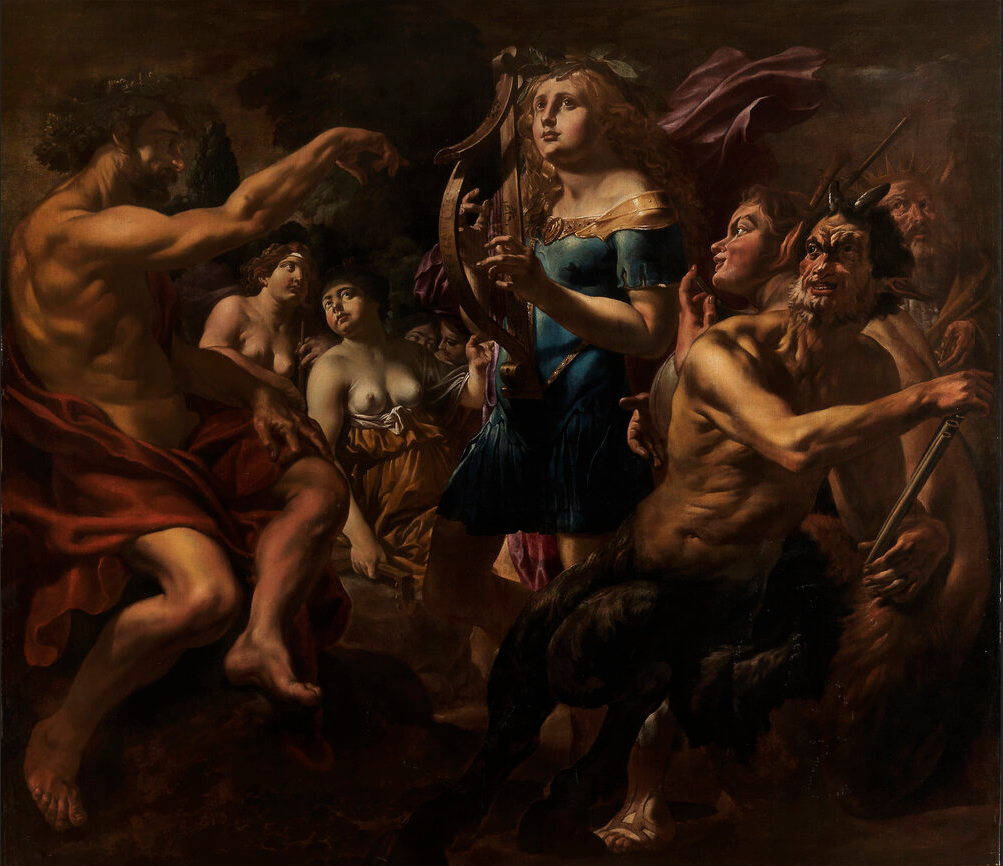
Le jugement de Midas

Les projets de Schut à Rome sont perturbés lorsque le 16 septembre 1627, il est emprisonné pour le meurtre commis le 11 juillet 1627 d'un collègue artiste et membre des Bentvueghels du nom de Giusto (Joos wt den Haech) au cours d'une bagarre à l'arme blanche. Initialement condamné aux galères à vie, sa peine est commuée en un exil à vi. Son séjour en prison se termine le 2 octobre grâce à l'intervention de l'Accademia di San Luca, l'association des artistes de Rome. Il quitte alors Rome et est signalé à Florence pendant les années 1627-28. Il dessine des tapisseries pour l'Arazzeria Medicea, la plus importante fabrique de tapisseries d'Italie fondée en 1546 à Florence par le grand-duc Médicis Cosimo I.  Ses déplacements après cette période ne sont pas clairs.  Il refait surface à Anvers en septembre 1631 lorsqu'il se présente devant un notaire pour rédiger des conditions matrimoniales.  Le 7 octobre 1631, Cornelis Schut épouse Catharina Gheenssins, issue d'une famille aisée. Apparemment, la famille s’installe à l'est de la ville, car neuf mois plus tard, leur fils est baptisé dans l'église Saint-Jacques, avec Johannes van Mildert comme parrain. À partir de ce moment-là, l'église Saint-Jacques devient aussi son église paroissiale, où les deux enfants suivants de ce mariage sont également baptisés. En 1638, sa première femme y est enterrée, ainsi que leur premier et troisième enfant, et - toujours en 1638 - il s'y remarie avec Anastasia Scelliers. Leurs deux fils et deux filles sont également baptisés à l'église Saint-Jacques.  Il loue Het Gulden Pantsier, une grande maison sur le Paddengracht (aujourd'hui Prinsesstraat 23) et y installe son atelier.

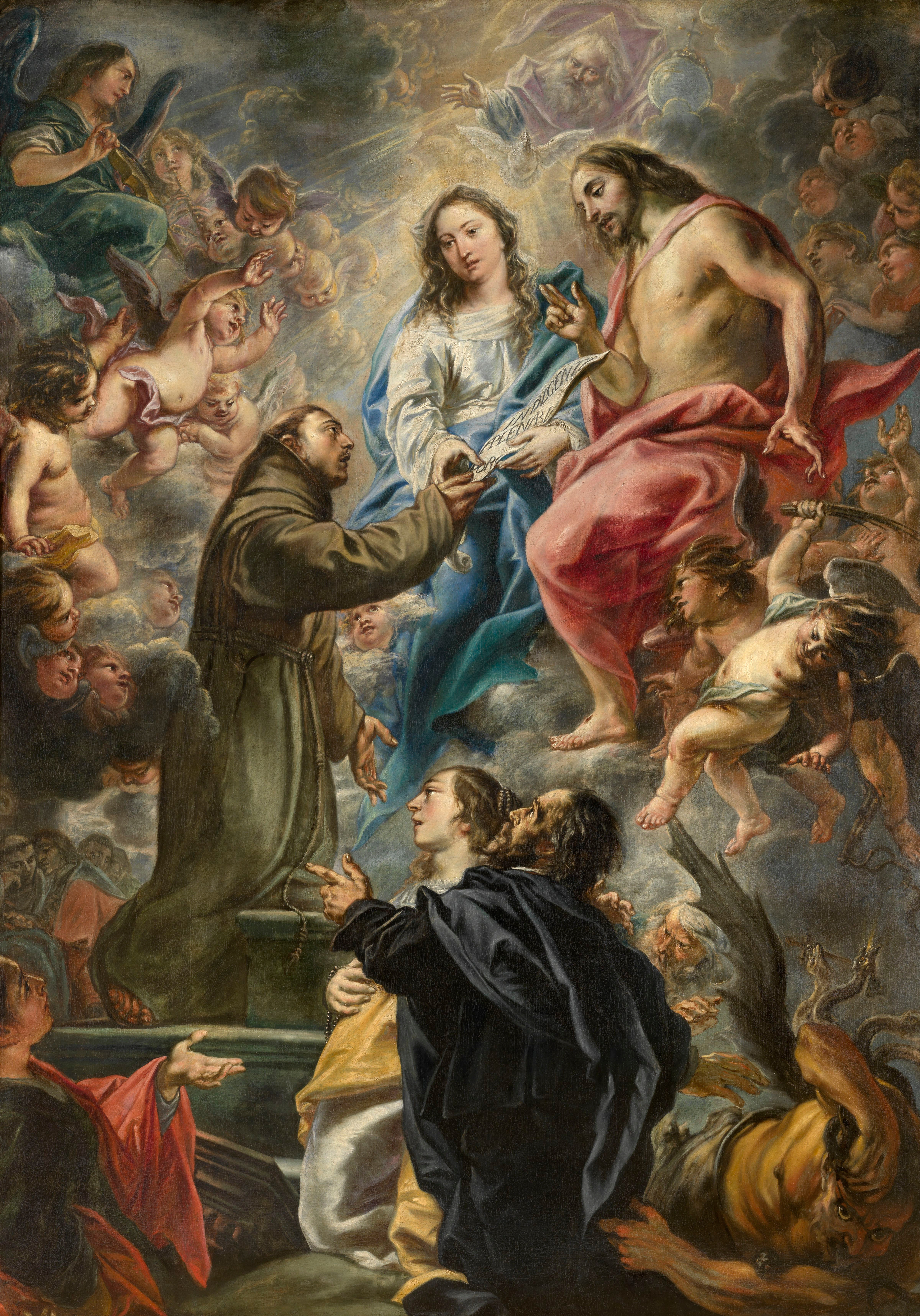
Le miracle de la Portioncule

Schut connaît le succès artistique après son retour à Anvers principalement grâce à de nombreuses commandes de retables reçues des institutions religieuses locales.  Il peint dans le style haut-baroque qui est populaire en Flandre à cette époque. Sa capacité à réaliser des décorations de plafond dans le style italien monumental, avec son caractère illusionniste typique, est particulièrement appréciée par les mécènes locaux.  Son L'Assomption de la Vierge de la cathédrale d'Anvers en est un bel exemple.
Schut a joué un rôle de premier plan dans le projet décoratif à l'occasion de la Joyeuse entrée du cardinal-infante Ferdinand d'Autriche en 1635 à Anvers (où Rubens était chargé de la conception artistique globale) et à Gand. Il a collaboré avec Gaspard de Crayer, Nicolas Roose, Jan Stadius et Theodor Rombouts sur ces projets.  Le magistrat de Gand charge Schut de dessiner et de graver toutes les décorations réalisées pour l'Entrée royale de Gand.  Schut fournit plus de 100 gravures pour cette commande.

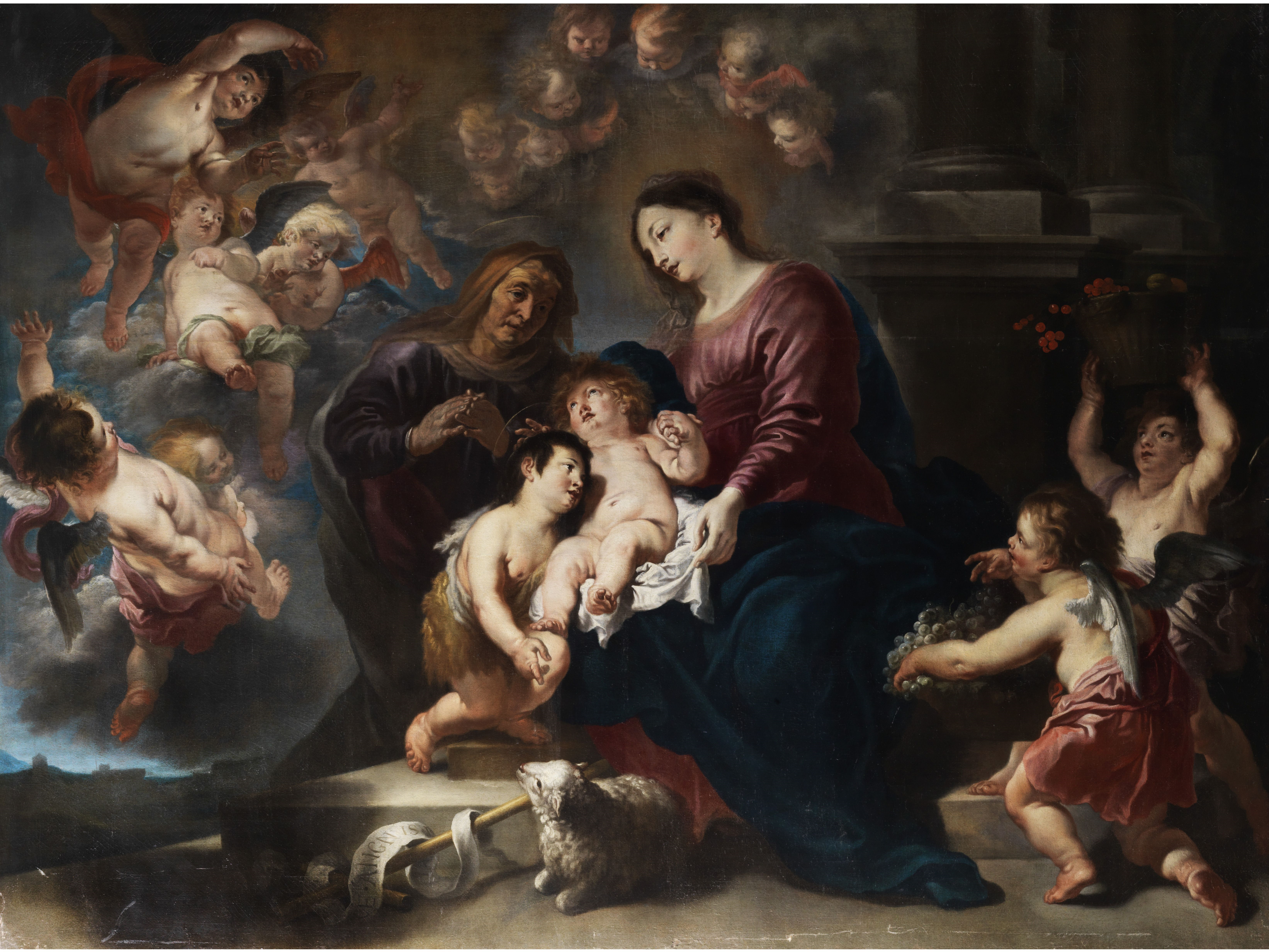
Sainte Anne trinitaire

En 1643, les chefs de la milice civile d'Anvers, la Gilde de Jonge Voetboog, lancent un concours pour la réalisation d'un nouveau retable pour l'autel de la milice locale dans la cathédrale d'Anvers.  Schut et Thomas Willeboirts Bosschaert sont invités à soumettre pour ce concours un tableau sur le thème du martyre de saint Georges.  Les deux œuvres sont exposées et finalement un jury de six juges, dont chaque artiste avait désigné trois, se prononce en faveur de Schut.
En 1652, il achète une maison nommé Huys met de Toren à Borgerhout pour 3.120 florins. Il décéde en 1655 à Borgerhout et est enterré le 1er mai 1655 dans l'église Saint Willibrord de Borgerhout dans une tombe partagée avec sa seconde épouse La tombe et son cénotaphe en marbre sont toujours présents dans l'église.

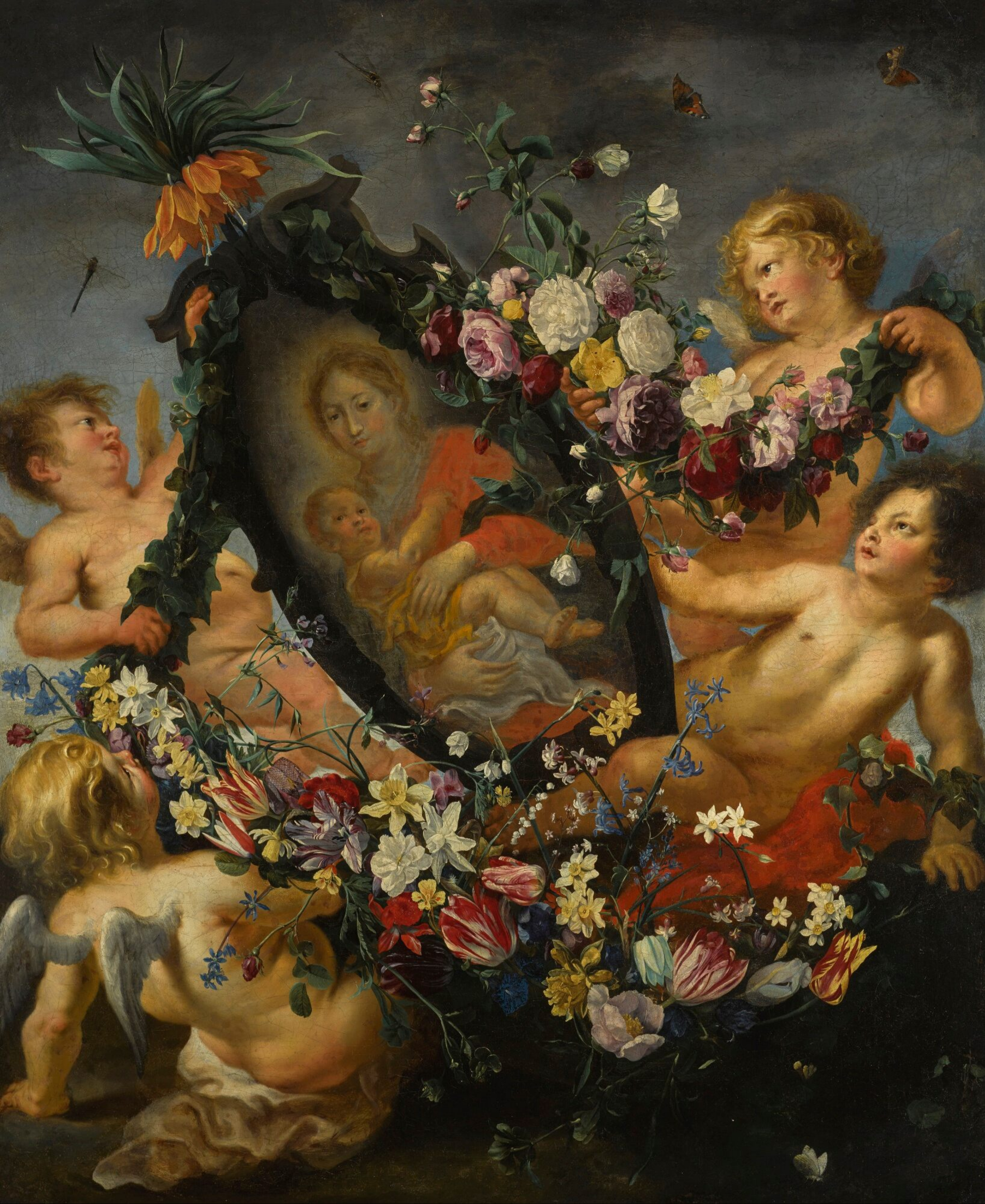
Vierge et enfant, entourés de guirlandes de fleurs, collaboration avec Daniel Seghers

Schut était le maître de d'Ambrosius (II) Gast, de Jan Baptist van den Kerckhoven, de Philippe Vleughels, de Hans Witdoeck et de son cousin Cornelis Schut III, qui s'installe ensuite en Espagne où il mène une carrière fructueuse à Séville,.

## Œuvre

### Peinture
Sur le plan stylistique, Schut est influencé par le peintre anversois Abraham Janssens, ainsi que par plusieurs peintres italiens, tels que Guercino et Guido Reni. Bien qu'il emprunte certains motifs à son maître Rubens, l'influence stylistique de ce dernier sur Schut est limitée.
Si ses tableaux historiques, tels sa représentation du Cardinal-Infant à la bataille de Nördlingen, sont mieux connus, la production religieuse de Cornelis Schut fut en fait plus remarquable et abondante. Ainsi on lui doit nombre de scènes d'enfants et de madones, ainsi que des représentations religieuses et allégoriques. Ses tableaux se trouvent encore dans de nombreuses églises à Anvers, Bruxelles, Namur, Termonde et Tamise (en néerlandais Temse).
Schut collabore fréquemment avec le peintre jésuite Daniel Seghers, célèbre pour ses couronnes de fleurs: le médaillon central (avec les personnages) est souvent peint par Schut.

### Œuvre graphique

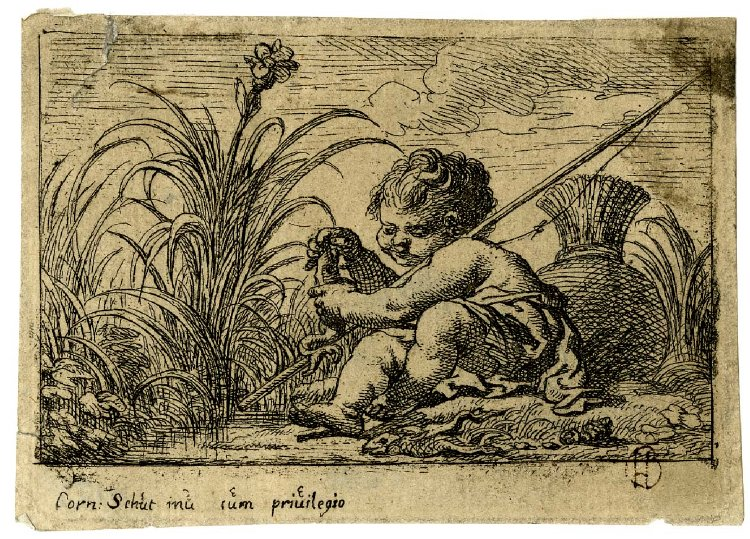
Allégorie de l'eau

Ses compositions sont gravées par de grands graveurs anversois, dont Hans Witdoeck, Wenceslaus Hollar et Lucas Vorsterman, bien qu'il soit lui-même un graveur accompli. Cornelis a réalisé des gravures d'après ses propres œuvres. Par exemple, il a réalisé une série d'eaux-fortes sur le thème des arts libéraux qui sont similaires à ses dessins de tapisseries sur le même sujet. Il a également créé de nombreuses petites gravures décoratives d'enfants nus ou de putti.  Certains de ses gravures sont rassemblées par lui-même dans un album intitulé Cornelii Schut Antwerpiensis picturae ludentis genius suis naturam....  Ce recueil contient 136 estampes (partiellement) numérotées à la main, principalement des gravures à l'eau-forte, réalisées par our d'après Schut.  Elles représentant des scènes mythologiques, religieuses et allégoriques. Plusieurs estampes ont été publiées précédemment dans des séries distinctes ou séparément, mais sont rassemblées par Schut dans un seul livre, peut-être en raison de la demande croissante des collectionneurs pour posséder l'œuvre imprimée "complète" d'un artiste particulier.

### Dessin de tapisseries

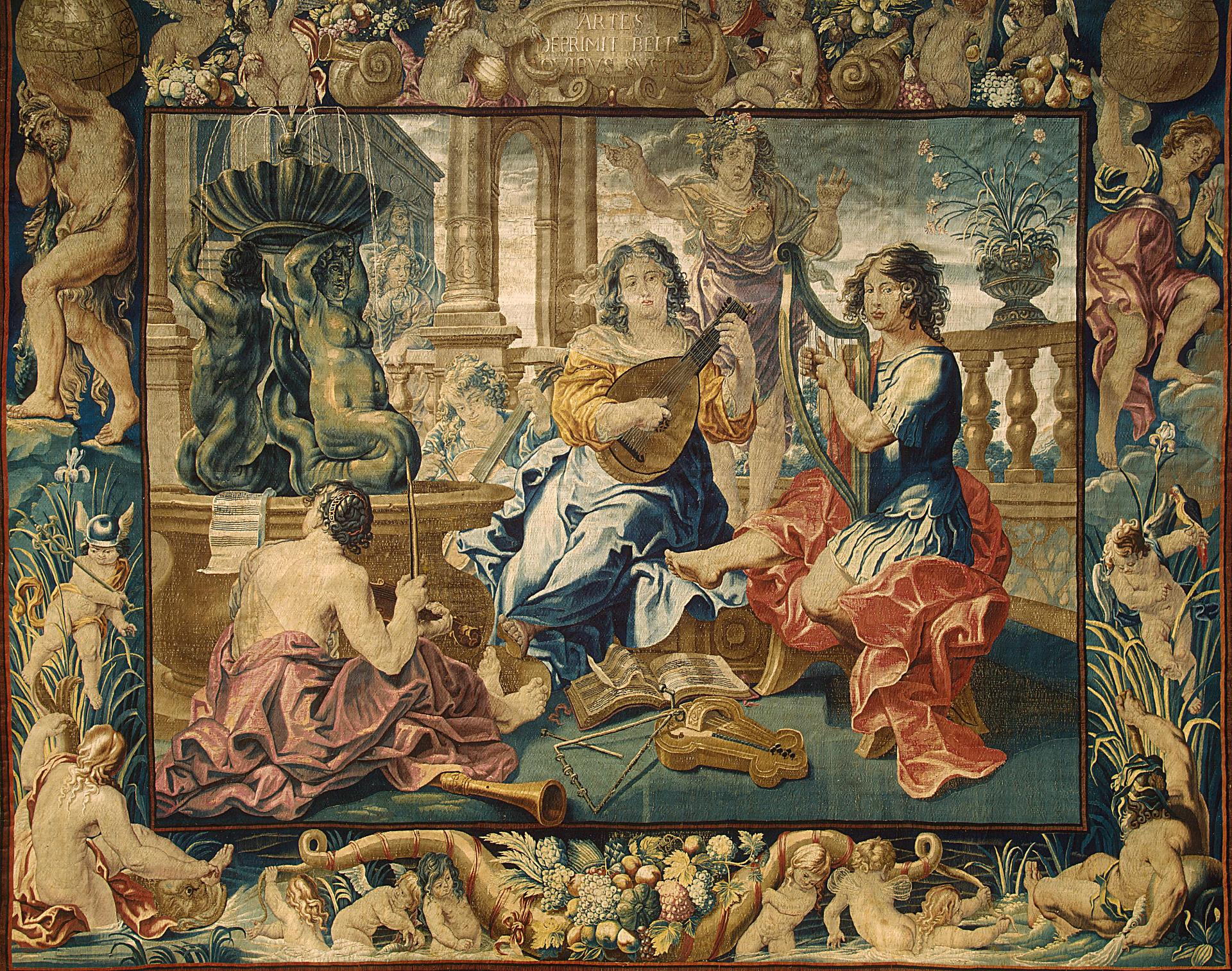
La Musique, de la série des Sept Arts Libéraux

Schut a créé des dessins de tapisseries très inventifs sur des sujets mythologiques et allégoriques dans ses cartons pour série des Sept Arts Libéraux. La série consistait en 8 tapisseries, sept dédiées à chacun des arts libéraux plus une représentant leur apothéose combinée. Ensemble, la série peut être interprétée comme une allégorie de la guerre et de la paix. Un exemple de tapisserie de la série est L'allégorie de la musique (musée de l'Ermitage). Au centre de la bordure supérieure de cette tapisserie se trouve un cartouche avec l'inscription: Artes deprimit bellum a quibus sustinetur ("La guerre opprime les arts qui la soutiennent"), également conçu par Cornelis Schut. Les cartouches ont été tissés à Bruges à plusieurs reprises entre 1655 et 1675. Ils ont également été tissés dans les ateliers de Bruxelles. 

## Œuvres principales
- La descente de croix (musée Curtius, Liège), c1630.
- Le couronnement de la Vierge Marie, 1630.
- La victoire de Nördlingen (musée de la Bijloke, Gand), 1635.
- Le viol d’Europe (musée de l'Ermitage, Saint-Pétersbourg), 1640-1642.
- La décapitation de saint Georges (musée royal des Beaux-arts, Bruxelles), (1643/44),

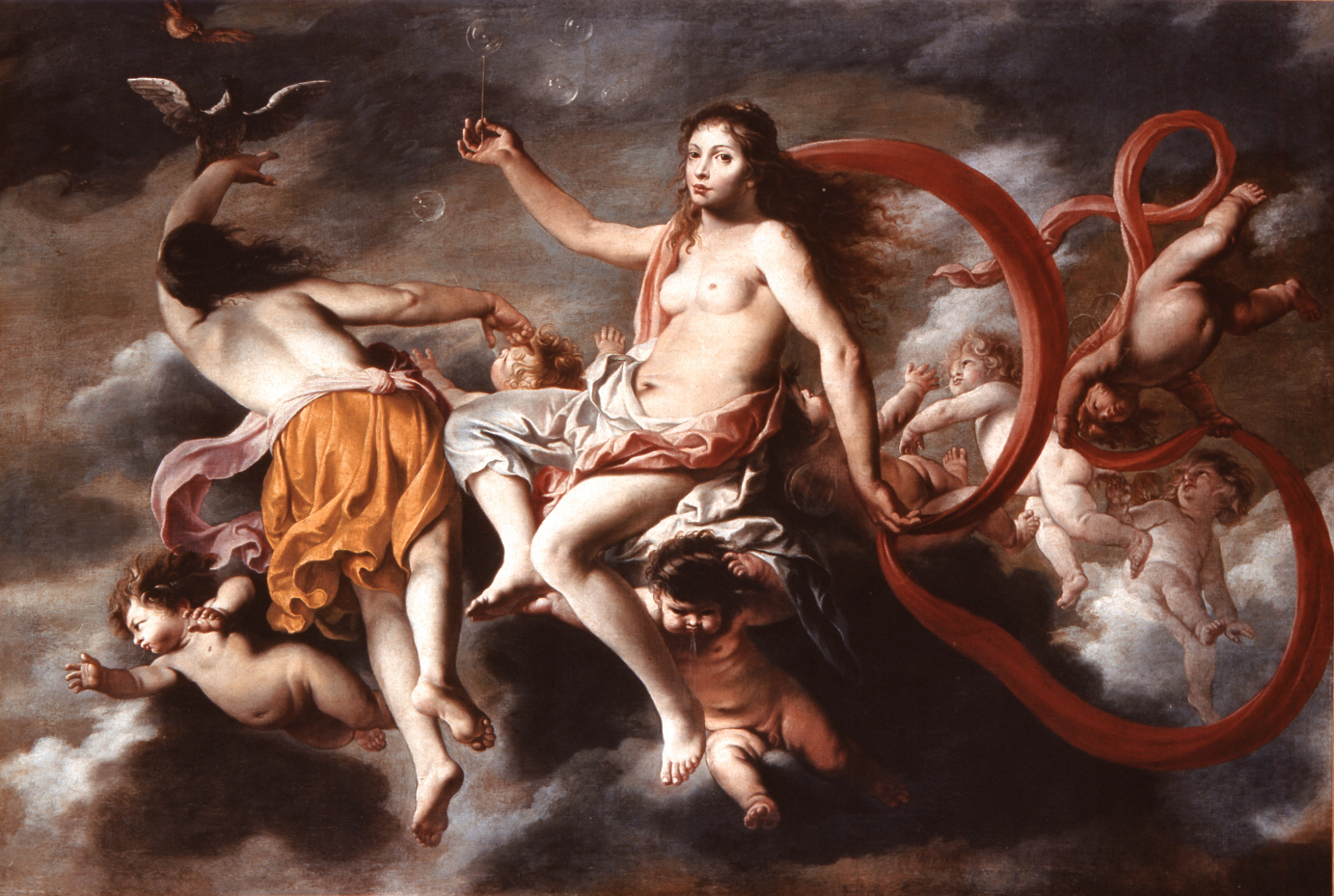
Allégorie de l'air

- La conversion de saint Paul, (Cologne), 1644.
- L’Assomption de Marie au ciel (cathédrale Notre-Dame d’Anvers), 1647,
- Susanne et les vieillards (musée royal d'art ancien, Bruxelles)
- Le couronnement de Marie (retable de l’autel principal de l’église Saint-Charles-Borromée, Anvers), vers 1638.
- Jésus endormi (musée des Beaux-arts, de Séville).
- Le martyre de Saint Géron, (basilique Saint Géréon, Cologne).
- Vierge à l'Enfant entourés de dix anges[14], plume, encre brune et lavis d'encre de Chine bistrée, H. 0,270 ; L. 0,228 m, Beaux-Arts de Paris. Ce dessin est une variante du genre de la Vierge à l'Enfant établi avec Daniel Seghers, avec la Madone au centre, vue de face et à mi-corps avec l'Enfant dans les bras, entourée d'une ronde de putti et de chérubins. Il s'inspire aussi manifestement de la Madone dans une couronne de fleurs de Rubens, où l'on retrouve le même cadre noir retenu par onze putti. Ce dessin d'une facture achevée est préparatoire à une eau-forte que l'artiste exécute dans le même sens (conservée à l'École des Beaux-Arts, Paris) au cours de la deuxième moitié des années 1630, et destinée à une clientèle pieuse aux revenus modestes[15].